# アレクサンダー・ヴェゼンコフ
アレクサンダー・ヴェゼンコフ (Aleksandar Vezenkov ブルガリア語 Александър Везенков  ,   1995年8月6日 - )は、ブルガリアのバスケットボール選手。キプロスの首都ニコシア出身。ポジションはパワーフォワード。

## 来歴
1995年にブルガリア人の両親の間に、キプロスの首都ニコシアで生まれる。2005年に地元のAPOELニコシアのバスケットボールチームのアカデミーチームに入団。一家は2009年にギリシャに渡り、アリス・テッサロニキBCのユースチームに入団。2011年にトップチームに登録され、プロデビュー。2012-13シーズンにリーグの最優秀若手選手賞を受賞。続く2013-14シーズンも若手選手賞を受賞。更に2014-15シーズンは、リーグMVP、MIP、得点王を受賞するなど、充実したシーズンを送った。ヴェゼンコフは2015年のNBAドラフトへのエントリーを表明したものの、直前で回避。

### FCバルセロナ(2015-2018)
2015年7月31日、リーガACBのFCバルセロナと4年契約を締結。
2015-16シーズン終了後に2016年のNBAドラフトにエントリーしたものの、再び直前で回避。2016-17シーズンはスーペル・コパ優勝を経験。リーグの若手チームにも選出された。ヴェゼンコフは三度2017年のNBAドラフトにエントリーし、57位でブルックリン・ネッツから指名された。

### オリンピアコスBC(2018-2023)
2018年7月12日、オリンピアコスBCと2年契約を締結した。2023年1月2日、オリンピアコスはヴェゼンコフと2024-2025シーズンまでの契約延長を締結したと発表した。

### サクラメント・キングス(2023-2024)
2023年7月18日、サクラメント・キングスと契約した。キングスではNBAの適応に苦しみ、シーズン後に行われたインタビューではユーロとNBAでのプレー時間の違いなどに苦しんでいたと語った

### オリンピアコスに復帰(2024-)
2024年7月25日、オリンピアコスへ5年契約で復帰すると発表された。

## 個人成績

### NBA

#### レギュラーシーズン
| シーズン | チーム | GP | GS | MPG  | FG%  | 3P%  | FT%  | RPG | APG | SPG | BPG | PPG |
| -------- | ------ | -- | -- | ---- | ---- | ---- | ---- | --- | --- | --- | --- | --- |
| 2023–24  | SAC    | 42 | 0  | 12.2 | .440 | .375 | .800 | 2.3 | .5  | .5  | .2  | 5.4 |
| 通算     | 通算   | 42 | 0  | 12.2 | .440 | .375 | .800 | 2.3 | .5  | .5  | .2  | 5.4 |

### ユーロリーグ
| * | Led the league |

| シーズン | チーム         | GP  | GS  | MPG  | FG%  | 3P%  | FT%   | RPG | APG | SPG | BPG | PPG   | PIR   |
| -------- | -------------- | --- | --- | ---- | ---- | ---- | ----- | --- | --- | --- | --- | ----- | ----- |
| 2015–16  | FCバルセロナ   | 22  | 1   | 8.9  | .457 | .444 | 1.000 | 1.2 | .3  | .2  | .0  | 2.7   | 2.6   |
| 2016–17  | FCバルセロナ   | 30  | 6   | 18.4 | .577 | .479 | .848  | 3.2 | 1.1 | .7  | .2  | 7.5   | 9.7   |
| 2017–18  | FCバルセロナ   | 13  | 1   | 11.4 | .429 | .222 | .923  | 2.5 | .5  | .4  | .1  | 3.5   | 5.2   |
| 2018–19  | オリンピアコス | 28  | 3   | 10.2 | .488 | .207 | .810  | 2.2 | .4  | .4  | .1  | 3.8   | 4.8   |
| 2019–20  | オリンピアコス | 26  | 3   | 13.4 | .540 | .459 | .808  | 2.0 | .5  | .3  | .2  | 7.1   | 6.9   |
| 2020–21  | オリンピアコス | 31  | 13  | 23.3 | .463 | .430 | .887  | 5.4 | 1.1 | .7  | .5  | 11.5  | 14.8  |
| 2021–22  | オリンピアコス | 38  | 38  | 30.1 | .530 | .370 | .833  | 5.9 | 1.5 | 1   | .2  | 13.7  | 17.8  |
| 2022–23  | オリンピアコス | 40  | 39  | 29.1 | .536 | .378 | .879  | 6.8 | 1.9 | 1   | .1  | 17.6* | 21.5* |
| 通算     | 通算           | 228 | 104 | 20.2 | .519 | .395 | .860  | 4.1 | 1.0 | .6  | .2  | 9.6   | 11.9  |

## ブルガリア代表
2010年からユース世代のブルガリア代表に招集され、2011年のFIBAU-16ヨーロッパ選手権では平均27.1得点を記録。2013年のU-18ヨーロッパ選手権では22.4得点、2014年のU-20ヨーロッパ選手権でも19.6得点に11.2リバウンドを記録し、オールトーナメントチームに選出。2015年からフル代表に招集され、リオデジャネイロオリンピック出場権を懸けたヨーロッパ選手権では、平均17.3得点を記録した。